# A Cure for Wellness
A cure for wellness (titulada La cura del bienestar en España y La cura siniestra en Hispanoamérica) es una película estadounidense de terror dirigida por Gore Verbinski y escrita por Justin Haythe. La película está protagonizada por Dane DeHaan, Jason Isaacs y Mia Goth y se estrenó el 17 de febrero de 2017, a través de 20th Century Fox.

## Argumento
Lockhart, un ejecutivo de una firma de servicios financieros en la ciudad de Nueva York, es enviado por la junta directiva para recuperar al CEO Roland Pembroke, quien había decidido abruptamente quedarse en un «centro de bienestar» en los Alpes suizos. En el spa, Lockhart encuentra resistencia por parte del personal y el Dr. Heinreich Volmer al intentar hablar con Pembroke.
Lockhart se va, pero sufre un accidente automovilístico y se despierta en el centro, supuestamente tres días después, con la pierna escayolada. A pesar del horrendo accidente, tanto él como el conductor sufren solo heridas leves. Lockhart conoce a una misteriosa joven llamada Hannah que, entre otros, se inyecta un misterioso fluido de pequeñas botellas de color cobalto.
La paciente Victoria Watkins y los residentes de la ciudad cercana obsequian a Lockhart fascinado con la historia del spa. Fue construido sobre las ruinas de un castillo propiedad de hace 200 años por un barón, que deseaba un heredero de sangre pura y se casó con su hermana. Al enterarse de que era infértil, realizó experimentos infernales con los campesinos para encontrar una cura. Lo logró, pero después de encontrar los cuerpos enterrados descuidadamente de sus víctimas, los campesinos irrumpieron en el castillo y le prendieron fuego. Capturaron a la hermana embarazada del barón y el bebé fue cortado de su útero antes de quemarlo. El bebé fue arrojado al acuífero local, pero de alguna manera sobrevivió.
Lockhart intenta escapar del centro, pero descubre que nadie puede salir. Después de regalarle a Hannah una figura de bailarina, Lockhart llega en bicicleta a la ciudad con su ayuda, dejándola en un bar y buscando un traductor para el expediente médico alemán de Pembroke. Se entera de que la gente del balneario sufre deshidratación a pesar del agua que ingieren del acuífero. Hannah, que estuvo en el spa toda su vida, explora el bar y atrae la atención de los lugareños. Lockhart regresa y se pelea con un hombre que estaba bailando con Hannah. Es rescatado por el Dr. Volmer, quien curiosamente intimida a los lugareños.
Lockhart descubre que el ala de transfusión del spa es un frente para experimentos médicos macabros, y que el agua del acuífero local posee propiedades únicas, tóxicas para los humanos, pero con propiedades restauradoras de vida para las anguilas que viven en el agua. El barón había ideado un proceso para filtrar el agua a través de los cuerpos de los humanos y destilarla en una esencia vivificante; Volmer utiliza a los pacientes como filtros para este proceso.
Esta «cura» es ingerida por Hannah, Volmer y su personal para ganar vidas mucho más largas. Lockhart se da cuenta de que su pierna no está rota y lo mantienen prisionero. Volmer somete a Lockhart a tratamientos de pesadilla, deformando su mente hasta que cree que está loco. Hannah percibe este cambio y le devuelve a Lockhart la figura de la bailarina, sacándolo de su delirio.
Hannah tiene su primera menstruación y Volmer se casa con ella. Durante la recepción, la lleva a una habitación secreta en las ruinas del castillo y comienza a agredirla sexualmente. Lockhart se enfrenta a Volmer y se da cuenta de que Volmer es el barón y Hannah es su hija, el bebé que fue arrojado al pozo; ambos han ido envejeciendo muy lentamente debido a la "cura".
En la pelea que siguió, el rostro de Volmer se revela como una máscara que oculta sus horribles quemaduras. Lockhart prende fuego a Volmer y al castillo, pero Volmer lo domina. Hannah salva a Lockhart matando a su padre, que cae al acuífero y es devorado por las anguilas. Lockhart y Hannah escapan en su bicicleta cuando el fuego envuelve el centro y chocan contra un automóvil que transportaba a los empleadores de Lockhart, que habían venido a buscarlo a él y a Pembroke. Lockhart les dice a sus empleadores que Pembroke murió y le ordenan que suba al automóvil; se marcha con Hannah, sonriendo cuando finalmente escapan del manicomio.

## Reparto
| Actor           | Personaje                                  |
| --------------- | ------------------------------------------ |
| Dane DeHaan     | Lockhart                                   |
| Jason Isaacs    | Dr. Heinreich Volmer / Barón von Reichmerl |
| Mia Goth        | Hannah von Reichmerl                       |
| Harry Groener   | Roland Pembroke                            |
| Celia Imrie     | Victoria Watkins                           |
| Adrian Schiller | Subdirector                                |
| Ivo Nandi       | Enrico                                     |
| Tomas Norström  | Frank Hill                                 |
| Ashok Mandanna  | Ron Nair                                   |
| Lisa Banes      | Hollis                                     |
| David Bishins   | Hank Green                                 |
| Carl Lumbly     | Wilson                                     |

## Producción
El 7 de octubre de 2014, se anunció que Gore Verbinski dirigiría la película de terror sobrenatural A cure for wellness, con el guion de Justin Haythe, para New Regency Pictures. El 8 de abril de 2015, Dane DeHaan y Mia Goth se incluyeron al reparto de la película, DeHaan interpreta a un empleado que fue atrapado tras ser enviado al rescate de su jefe en un «spa» europeo, mientras que Goth interpreta a un paciente internado en las instalaciones. 20th Century Fox se ocupó de los derechos de distribución, mientras Verbinski produjo la película a través de Blind Wink Productions. Jason Isaacs fue introducido en el elenco el 2 de junio de 2015 para desempeñar el papel de villano del director de la instalación que tiene diseños oscuros en un paciente.
La rodaje de la película comenzó el 22 de junio de 2015. La mayor parte de la película se ambienta en realidad en el Castillo de Hohenzollern en la ciudad alemana Hechingen. El castillo fue completamente cerrado al público durante el rodaje y volvió a abrirse el 24 de julio de 2015. Aparte del Castillo Hohenzollern, partes de la película también se rodaron en Sajonia-Anhalt, Alemania.

## Estreno
La película se estrenó el 17 de febrero de 2017, a través de 20th Century Fox.

## Tráiler
El primer tráiler de la película salió el 19 de octubre de 2016.